# Liste der Königinnen von Griechenland
Die Liste der Königinnen von Griechenland enthält die mit dem Titel einer Königin der Hellenen ausgestatteten Gemahlinnen jener Herrscher, die vom Regentschaftsantritt König Ottos am 6. Februar 1833 bis zur Ausrufung der Republik und der damit verbundenen Absetzung Konstantins II. am 1. Juni 1973 das Königreich Griechenland regierten. Drei der sechs Königinnen von Griechenland entstammten Linien des Hauses Oldenburg, dem mit Ausnahme des Wittelsbachers Otto auch die griechischen Könige angehörten.

## Königinnen von Griechenland
| Bild | Name (Lebenszeit)                        | Dynastie                                          | Zeitraum als Königin | Ehemann (Lebenszeit)       | Hochzeitsjahr          |
| ---- | ---------------------------------------- | ------------------------------------------------- | -------------------- | -------------------------- | ---------------------- |
|      | Amalie von Oldenburg (1818–1875)         | Haus Schleswig-Holstein-Gottorf (Haus Oldenburg)  | 1836–1862            | Otto (1815–1867)           | 1836                   |
|      | Olga Konstantinowna Romanowa (1851–1926) | Haus Romanow-Holstein-Gottorp (Haus Oldenburg)    | 1867–1913            | Georg I. (1845–1913)       | 1867                   |
|      | Sophie von Preußen (1870–1932)           | Brandenburg-Preußen (Haus Hohenzollern)           | 1913–1917 1920–1922  | Konstantin I. (1868–1923)  | 1889                   |
|      | Elisabeth von Rumänien (1894–1956)       | Haus Hohenzollern-Sigmaringen (Haus Hohenzollern) | 1922–1924            | Georg II. (1890–1947)      | 1921 (geschieden 1935) |
|      | Friederike von Hannover (1917–1981)      | Haus Hannover (Welfen)                            | 1947–1964            | Paul (1901–1964)           | 1938                   |
|      | Anne-Marie von Dänemark (* 1946)         | Haus Glücksburg (Haus Oldenburg)                  | 1964–1973            | Konstantin II. (1940–2023) | 1964                   |